# Józef Piłsudski Institute of America
Das Józef Piłsudski Institute of America (polnisch Instytut Józefa Piłsudskiego w Ameryce, deutsch Józef Piłsudski-Institut von Amerika) ist ein polnisches Forschungsinstitut mit Sitz in New York City.
Benannt ist es nach dem polnischen Militär, Politiker und Staatsmann, Marschall Józef Piłsudski (1867–1935). Zweck des Instituts ist das Studium der modernen polnischen Geschichte, insbesondere der Zweiten Polnischen Republik (1918–1939), der Zeit des Landes unter Besatzung (1939–1945), der Volksrepublik Polen (1945–1989) und der heutigen Republik Polen (ab 1989).

## Geschichte
Das Piłsudski-Institut im New Yorker Stadtbezirk Brooklyn ist eine Niederlassung des im Jahr 1923 ursprünglich in Warschau gegründeten Instytut badań najnowszej historii Polski (deutsch „Forschungsinstitut zur jüngeren Geschichte Polens“). Nach dem Tod Piłsudskis 1935 wurde es in Instytut Józefa Piłsudskiego Poświęcony Badaniu Najnowszej Historii Polski (deutsch „Józef Piłsudski-Institut zur Erforschung der jüngeren Geschichte Polens“) umbenannt.
Nach dem deutschen Überfall auf Polen 1939 musste es aufgegeben werden und wurde am 4. Juli 1943, also noch während des Zweiten Weltkriegs, in New York City von einer Gruppe polnisch-amerikanischer Bürger und polnischer Emigranten an neuem Standort wiedergegründet. Unter ihnen waren Franciszek Januszewski (1886–1953), Maksymilian Węgrzynek (1892–1944) und drei polnische Regierungsmitglieder aus der Vorkriegszeit: Ignacy Matuszewski (1891–1946), Wacław Jędrzejewicz (1893–1993) und Henryk Floyar-Rajchman (1893–1951).
Das Institut beherbergt eine der außerhalb Polens bedeutendsten Bibliotheken zur polnischen Geschichte. Dazu gehört ein Archiv mit einer umfangreichen Sammlung von über einer Million Originaldokumenten, die den Zeitraum ab dem Januaraufstand von 1863 bis in die Gegenwart abdecken. Es verfügt über rund zwanzigtausend historische Fotografien sowie seltene  Filmdokumente, Plakate, Zeitschriften, Bücher und persönliche Aufzeichnungen bedeutender Polen. Insbesondere werden der Polnisch-Ukrainische Krieg (1918–1919), der Polnisch-Sowjetische Krieg (1919–1921) und die Aufstände in Oberschlesien (1919–1921) abgedeckt. Archiviert sind darüber hinaus Dokumente von Józef Lipski (1894–1958), zwischen 1933 und 1939 polnischer Botschafter in Berlin, von Juliusz Łukasiewicz (1892–1951), ab 1936 bis 1939 polnischer Botschafter in Paris, von Kazimierz Sosnkowski (1885–1969), Truppenkommandeur und Politiker, sowie anderer Diplomaten und Offizieren.
Nach dem Fall des Kommunismus in Europa im Jahr 1989 und der Überführung der Volksrepublik Polen in die heutige Republik, initiierte das Institut einen wissenschaftlichen Austausch mit den dortigen Institutionen, die bis heute gepflegt und vertieft werden. Es organisiert Seminare und Konferenzen, veranstaltet Dokumentarfilmvorführungen und stellt sein Archiv für Wissenschaftler aller Länder zur Verfügung.
Das Józef Piłsudski Institute of America kann als Pendant zu dem im März 1947 gegründeten Piłsudski-Institut in London angesehen werden.

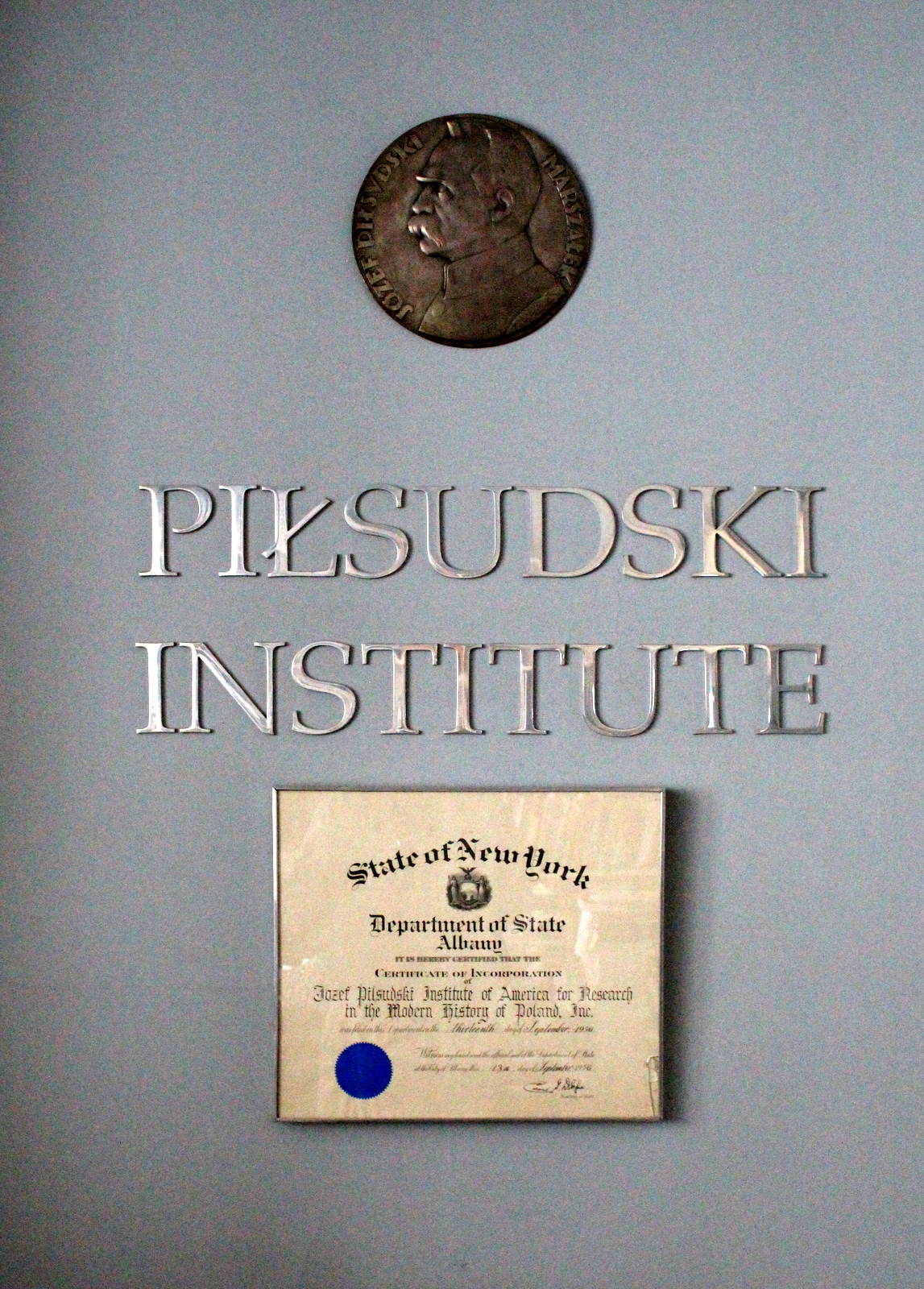
Eingangsschild mit Relief des Namenspatrons und Zertifikat
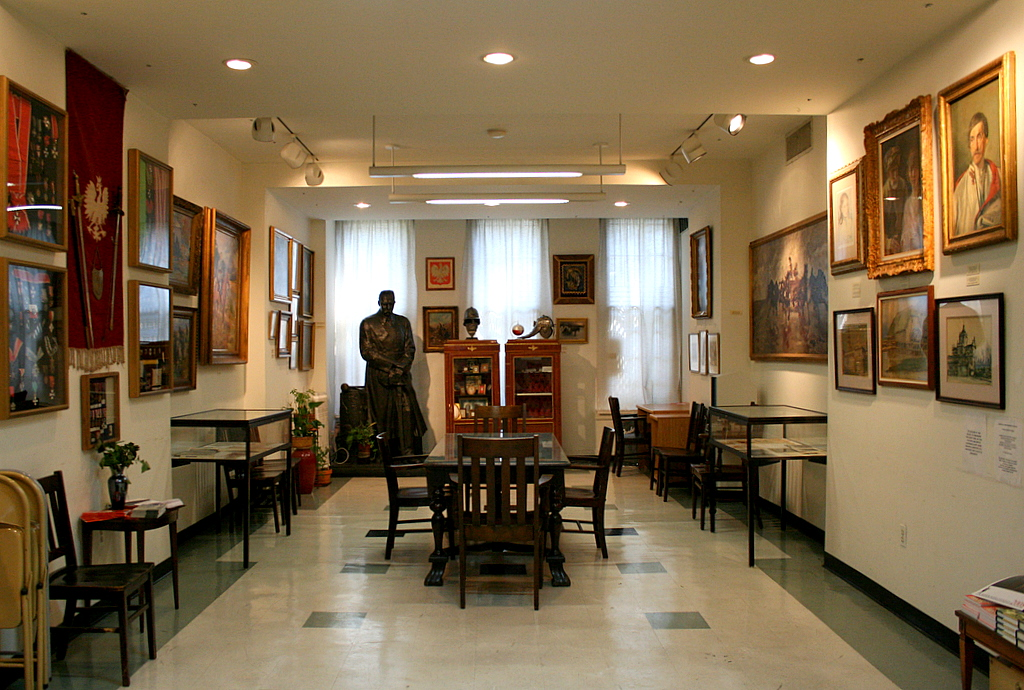
Ausstellungsraum
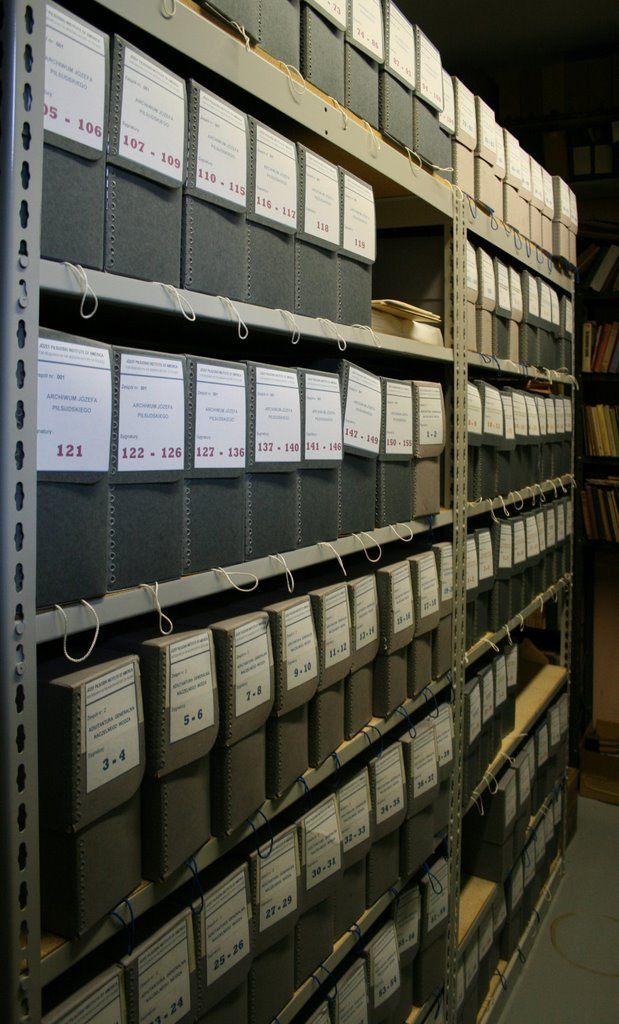
Archivregal
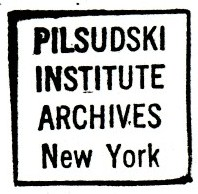
Archivstempel